# Хамгёндо

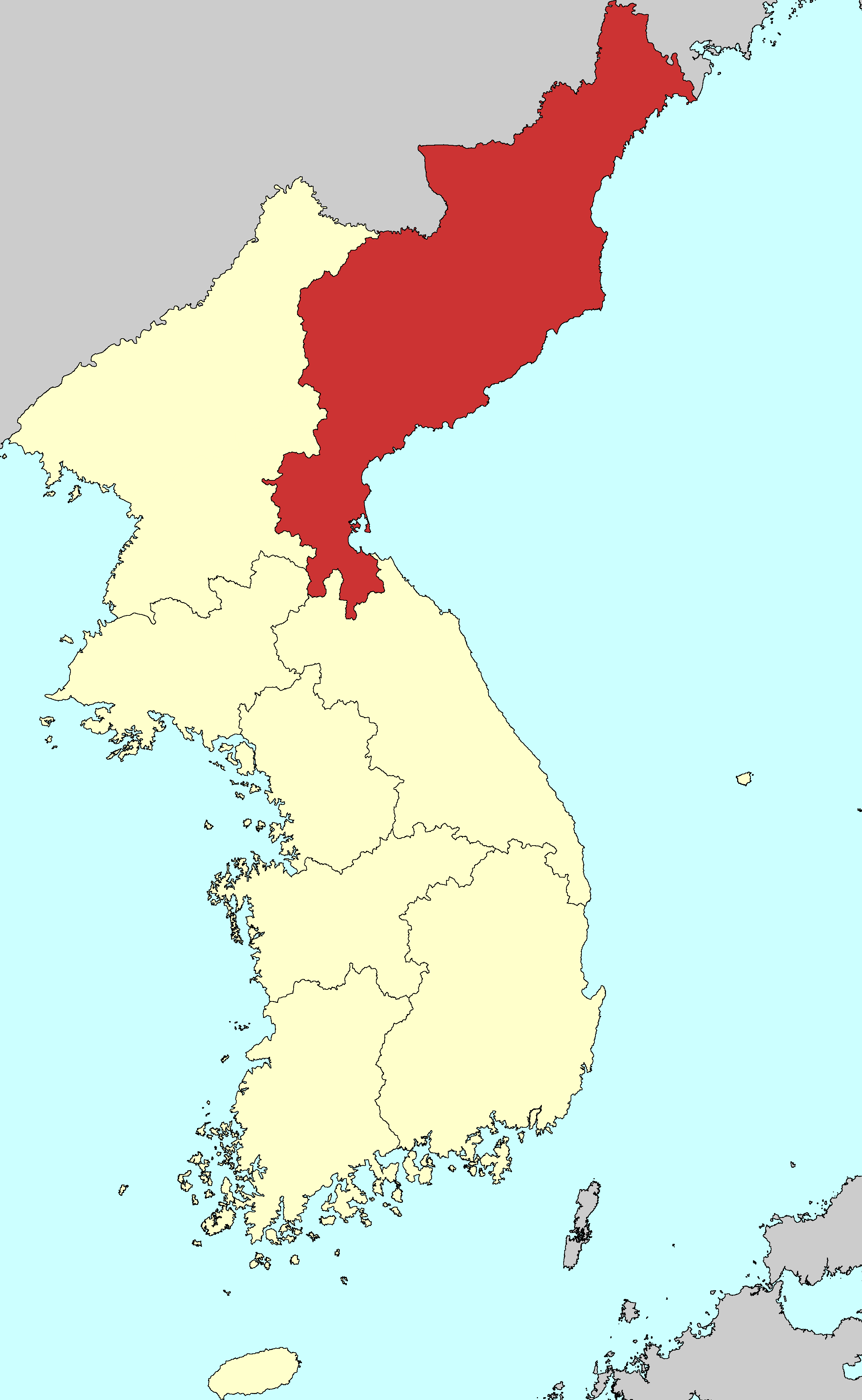
Хамгёндо

Хамгёндо́ — одна из восьми провинций Кореи во время правления династии Чосон. Была расположена на северо-востоке Корейского полуострова. Столицей был город Хамхын.

## История
В 1413 году северо-восточный район Корейского полуострова был занят провинцией Йонгильдо (кор. 영길도?, 永吉道?). В 1416 году название было сменено на Хамгильдо (함길도, 咸吉道), а в 1470 году — на Йонандо (영안도, 永安道). Наконец в 1509 году провинция получила современное название, которое происходит от первых букв главных городов провинции — Хамхына (함흥, 咸興) и Кёнсона (경성, 鏡城).
В 1895 году провинция была заменена на районы Кёнсон (Кёнсон-бу; 경성부, 鏡城府) на северо-востоке, Капсан (Капсан-бу; 갑산부, 甲山府) на северо-западе и Хамхын (Хамхын-бу; 함흥부, 咸興府) на юге.
В 1896 году район Кёнсон был реорганизован в провинцию Хамгён-Пукто, а районы Капсан и Хамхын сформировали провинцию Хамгён-Намдо. Обе провинции сейчас входят в состав КНДР.

## География
Хамгёндо граничила на западе с провинцией Пхёнандо, на юге — с Хванхэдо и Канвондо, на востоке омывалась Японским морем, а на севере граничила с Китаем и Россией.
Региональное название — Кванбук. Южную часть провинции иногда называли Кваннам.